# Гамалія Григорій Михайлович
Гамалія Григорій Михайлович (Грицько Гамаль, Малеєнко; нар. близько 1630 — пом. 1702) — український військовий і державний діяч другої половини XVII століття, дипломат, меценат.

## Життєпис

### Походження та ранні роки життя
Народився близько 1630 року, можливо, в Черкасах, в козацькій старшинській родині Михайла та Ганни Гамалій. За легендою, в молоді роки козакував на Січі, де нібито дістав прізвисько «Гамалія» (меткий, жвавий, вправний), яке стало надалі родовим іменем його брата і племінників, бо своїх дітей не мав. Документальні дані ж говорять, що уже Василь та його сини Михайло і Яків називалися Гамаліями, під цим прізвищем перші двоє були записані до Реєстру Війська Запорозького 1649 року в списках Черкаського полку.
В кінці XVIII століття Гамалії розповідали, що вони походять від давнього шляхетського роду Висоцьких, які жили в Подільському воєводстві в Летичівському повіті. Перший з відомих, який жив там на своїх шляхетських маєтностях, називався Михайло Висоцький, а брат його — Яків Висоцький. Михайло мав двох синів Григорія та Андрія Висоцьких, які під час Хмельниччини пристали до козацького гетьмана заради однієї віри. Дослідник В. Модзалевський зазначає, що шляхетство обох братів Висоцьких Гамаліїв було видумане в кінці XVIII ст., коли козацькій старшині було дозволено записуватися до родовідних книг.
Серед родичів Григорія Гамалії відомі:
- Гамалія (Висоцький) Михайло Васильович (Герасимович[6]) — батько, черкаський полковник, генеральний суддя.
- Гамалія (Висоцький, Васютинський) Яків Васильович (Герасимович[6]) — дядько, молодший брат батька, паволоцький полковник.
- Гамалія Андрій Михайлович — молодший брат, генеральний осавул в уряді гетьмана Івана Мазепи.

### Роки Хмельниччини (1648—1657)
Г. Гамалія брав участь у національно-визвольній війні українського народу 1648—1657 років під проводом Богдана Хмельницького. 1655 року здобув Корсунь. Ще за гетьманування Б. Хмельницького отримав право на володіння с. Хоружівкою.

### Гетьманування Івана Виговського (1657—1659)
Був прихильником гетьмана Івана Виговського. Отримав сотницький уряд у Пирятині (1659-1660) в Лубенському полку.

#### Посольство до Стамбула (1659)
Від імені гетьмана 1659 року їздив з дипломатичною місією до турецького султана Мехмеда IV. Був прийнятий у Стамбулі дуже приязно, сам султан нібито прозвав його Гамалем — міцним, богатирем.

### Гетьманування Юрія Хмельницького (1659—1663)
Г. Гамалія, як і його батько Михайло, з певних причин, імовірно, став противником гетьмана Юрія Хмельницького та підтримав наказного гетьмана на Лівобережжі Я. Сомка. Надалі продовжував утримувати уряд пирятинського сотника (1661-1664).

### Гетьманування Івана Брюховецького (1663—1668)

#### Лубенське полковництво (1664—1666)
Гамалія підтримував гетьмана І. Брюховецького. Взимку — навесні 1664 року очолив у нього Лубенський полк замість Гната Вербицького. На даному уряді перебував протягом 1664-1666 років.
Навесні 1664 року брав участь у поході Брюховецького на Правобережжя. Після переправи через Дніпро 15 (25) квітня в районі Сокирної, передовий загін лівобережців на чолі з військовим осавулом Пархомом Нужним, переяславським полковником Данилом Єрмоленком та лубенським полковником Григорієм Гамалією ввійшов до Черкас. Незважаючи на попередні заяви міських жителів про бажання піддатися, козаки Брюховецького в покарання за те, що черкасці в свій час опинилися на боці Речі Посполитої, пограбували місто.
Наприкінці жовтня цього ж року річпосполитські загони під командуванням ротмістра Самійла Ляща та козацькі полки гетьмана П. Тетері оточили у Медвині московський загін Г. Косагова, що направлявся до Умані, та козаків лубенського полковника Григорія Гамалії. Облога тривала чотири тижні, битва за місто набула запеклого характеру. В результаті, польські війська, зазнавши важких втрат, змушені були відступити.
В ніч з 3 (13) на 4 (14) квітня 1665 року послані гетьманом І. Брюховецьким козаки лубенського полковника Григорія Гамалії та московські солдати Федора Протасьєва зайняли Корсунь, знищивши 700 поляків. Польська залога відсиділася в замку й запалила церкву, «…от которые церкви и весь город Корсунь огнем во время ветра запалитися могл». Тому полковник наказав усіх мешканців «с женами и с детми» вивести до Канева, а потім на Лівобережжя — як говорили, до 10 тис. людей. До полону потрапили наказний гетьман Тиміш Носач, генеральний суддя Іван Креховецький, корсунський полковник Я. Липнянський (Улезько), польський полковник Милявський і ряд інших старшин, яких потім відправили до Москви.
Г. Гамалія восени-взимку 1665 року супроводжував гетьмана Івана Брюховецького під час його поїздки до московського царя Олексія Михайловича. Лубенський полковник у жовтні підписався під Московськими статтями. 18 (28) листопада (за іншими даними — 3 (13) грудня) отримав московське дворянство.
Під час цієї поїдки дехто із старшини, як наприклад, генеральний суддя П. Забіла, лівобережний київський полковник В. Дворецький, ніжинський полковник М. Гвинтовка, лубенський Г. Гамалія, не задовольняючись уже здобутими маєтками, поспішали одержати нові та безпосередньо через голову гетьмана Брюховецького зверталися з відповідними клопотаннями до царя. Так, Г. Гамалія просив царя затвердити своєю грамотою понад попереднього затвердження гетьманом право на володіння «въ Лохвицахъ твоего государева измѣнника Мануйла Грека дворъ со всѣмъ строеньемъ съ лѣсами и съ хотурами и съ сѣножатми, и на тотъ дворъ со всъм угодьемъ», а також на села Хоружівку і Хітці. Це створювало дуже небезпечний для гетьмана прецедент, який давав можливість Москві інтригувати проти нього, використовуючи невдоволену старшину для дестабілізації гетьманського престижу.

#### Арешт і тимчасова втрата посади
Невдовзі після повернення з Москви, в лютому 1666 року Григорій Гамалія був запідозрений у зносинах з П. Дорошенком і заарештований І. Брюховецьким. Сидів у Гадячі в оковах рік і навіть нібито був відправлений у 1667 році до Сибіру. Єпископ Мстиславський Мефодій у своїй розмові з воєводою П. Шереметєвим у травні 1666 року повідомляв, що миргородського (!) полковника Гамалію, лисянського полковника Височана, військового суддю Незамая, «не сыскав за ними вины», гетьман відіслав до Москви, а Гамалію хоче скарати.

#### Відновлення на посаді Лубенського полковника (1668—1669)
Проте на початку 1668 року Г. Гамалія вже знову знаходився в Гадячі, брав участь у старшинській раді як лубенський полковник (1668-1669). Цікаво, що дослідник Віктор Горобець називає його гадяцьким полковником і вказує, що на цьому уряді Гамалія перебував протягом 1668-1669, 1687-1688 років.

##### Посольство до Стамбула (1668)
Навесні 1668 року гетьман Брюховецький направив делегацію до Османської імперії в складі лубенського полковника Григорія Гамалії, генерального обозного Микити Безпалого, канцеляриста Лавріна Кашперовича і 17 козаків з пропозиціями союзу та протекторату над Гетьманщиною. Посольство прибуло до Адріанополя 12 (22) квітня. Каймакам провів із ним переговори і 26 квітня (6 травня) повідомив волю Мехмеда IV: якщо у Лівобережжі залишилися московські воєводи, то султан не зможе прийняти козаків під свою протекцію, якщо ж їх уже там немає, то задовольнить їхнє прохання. У травні посольство з султанським послом (чаушем) вирушило до України, проте бажаного результату не досягнуло.

### Перехід під владу Петра Дорошенка
Повернувшись з посольства, після загибелі гетьмана І. Брюховецького, Г. Гамалія перейшов на бік гетьмана Петра Дорошенка, який опосередковано доводився йому родичем — тітка Г. Гамалії була дружиною брата гетьмана — Андрія Дорошенка, а брат Г. Гамалії — Андрій Гамалія, був одружений з донькою полковника чигиринського Григорія Лещинського, свояка гетьмана. Вірним Дорошенку Гамалія залишився й після проголошення гетьманом на Лівобережжі Дем'яна Ігнатовича 1669 року й майже до кінця гетьманства першого.

#### Повернення посади лубенського полковника (1669—1670)
Петро Дорошенко сподівався через Гамалію, як колишнього лубенського полковника, зміцнити свої позиції на Лівобережній Україні. Спочатку останній очолив у свого дядька, гадяцького намісника Андрія Дорошенка, охотницький полк (початок 1669), потім повернув пірнач лубенського полковника, яким був протягом 1669–1670 років.
На Корсунській раді 10-12 (20-22) березня 1669 року, на якій було затверджено підписання союзницького договору з Османською імперією, була присутня нечисленна делегація від полків Лівобережжя — з'явилося лише 20 осіб, зокрема лубенський полковник Григорій Гамалія, що засвідчувало не тільки повний програш П. Дорошенка Д. Многогрішному та московським сановникам у боротьбі за політичний вплив на лівобережне козацтво, але й несприйняття його основною масою турецької орієнтації.
Незважаючи на це, навесні-влітку 1669 року владу П. Дорошенка на Лівобережжі визнавали Полтавський, Миргородський, Лубенський (на чолі з Г. Гамалією) полки й значна частина Переяславського полку. Григорій Гамалія з полком перебував біля Ромнів і повідомляв гетьмана про пересування військових підрозділів Д. Многогрішного. На початку липня оперативний корпус дорошенківців на Лівобережжі (полки Івана Канівця, Носа, Перебийноса, Івана Сірка), об'єднавшись з полками Г. Гамалії, напали на табір охотницьких полковників Кияшка та Ворошила під Рогинцями, але були розгромлені.
Восени 1669 року П. Дорошенко направив на Лівобережжя підрозділи наказного гетьмана Якова Корицького й подільського полковника О. Гоголя, підсилені 500 татарами. Вони з'єдналися з Г. Гамалією, у розпорядженні якого перебували Миргородський, Полтавський і Лубенський полки. Проти них виступив Д. Многогрішний на чолі Ніжинського, Чернігівського, Переяславського, Прилуцького та Стародубського козацьких полків, трьох піхотних полків, 300 ніжинських піхотинців і найманців полковника М. Мурашки (усього близько 20 тис. осіб). Наприкінці вересня у бою між Лохвицею й Ромнами лівобережне військо здобуло перемогу. Підрозділи П. Дорошенка змушені були рятуватися втечею до Лохвиці.
12 (22) жовтня П. Дорошенко звернувся з листом до Г. Гамалії, обіцяючи негайно направити «до вас, для оборони того краю…» чамбули білгородських татар. Під контролем останнього ще залишалися Полтавський і переважна частина Лубенського, Миргородського та Переяславського полків.
У січні 1670 року очолюваний Григорієм Гамалією Лубенський полк входив до корпусу наказного гетьмана Якова Лизогуба під Горошиним. 27 січня (6 лютого), напередодні підтвердження Андрусівського перемир'я, наказний гетьман Яків Лизогуб разом з комонними полковниками Іваном Велюх-Вербицьким, Гнатом Шульгою і Миколою Раєвським, наказним полковником Пригарою, лубенським полковником Григорієм Гамалією з Горошина підписав лист-звернення до населення Лубенського полку із закликом залишатися вірними П. Дорошенку, який «милістю Божою і своїм щирим старанням привів було всіх українських людей по обох боках Дніпра і Військо Запорозьке до повного бажаного братерства й одності». «Нехай собі цар московський і король польський, яко християнські монархи, будуть собі здорові. Але нам з вами для чого між собою різнитись? Коли вони, як монархи між собою про заспокоєння своїх держав умовляються, то й нам треба, не різнячись, усім вкупі про свої вольності і про заспокоєння вітчизни нашої України радитись». Проте запобігти переходам населення на сторону лівобережного гетьмана не вдалося. Врешті-решт, Григорій Гамалія, разом з іншими дорошенківцями, переходить на Правобережжя.

#### На посаді паволоцького полковника (1671—1673)
На межі 1670-1671 років П. Дорошенко призначив Григорія Гамалію паволоцьким полковником; на цій посаді він замінив Яроша Грицину та перебував на ній по кінець 1673 року. В цей же час, очевидно, гетьман призначив його наказним гетьманом над якимось козацьким корпусом. Річпосполитський полковник Ян Пиво-Запольський напав на Фастів, розгромив 1500 козаків під проводом Гамалії, останній з фастівським сотником потрапили до полону.
22 лютого (2 березня) 1671 року, після завершення Генеральної ради в Корсуні, до короля Речі Посполитої звертаються чигиринський полковник Я. Корицький, канівський — М. Павлович, білоцерківський — С. Бутенко, паволоцький — Г. Гамалія, кальницький — Г. Коваленко, торговицький — С. Щербина, уманський — Г. Білогруд, корсунський — Ф. Кандиба, кожен з яких особисто відправляє листа (текст усіх листів був майже ідентичний) до монарха про підтримку політичного курсу П. Дорошенка. Одночасно був відправлений колективний лист від старшини на Запоріжжя з підтримкою Дорошенка та засудженням Острозької угоди 2 (12) вересня 1670. Під листом-відозвою поставив свій підпис, зокрема, паволоцький полковник Григорій Гамалія.
У травні 1671 року Г. Гамалія на чолі Паволоцького полку, разом з Білоцерківським, Корсунським та Канівським полками, брав участь у облозі Білої Церкви.
Восени 1671 року ханенківці були розгромлені наказним гетьманом Кіндратом Тарасовичем і паволоцьким полковником Гамалією.
П. Дорошенко з кінця жовтня розгорнув роботу щодо мобілізації козацьких полків із тим, щоб у міру підходу основних сил татар і до встановлення холодів, розгорнути бойові дії проти Речі Посполитої та її ставленика М. Ханенка. 9 (19) гетьман звернувся з Універсалом до старшини й козацтва Паволоцького полку, в якому повідомляв про наближення татар і закликав прибувати до нього. Гетьман застерігав приймати сторону тих (вочевидь, малися на увазі М. Ханенко та його соратники), хто вчиняє «колотнечу й мішанину між військом та людьми посполитими на шкоду людській, або на втіху ворогам Війська Запорозького».
На рубежі 1671-1672 років П. Дорошенко зняв облогу Шаргорода і вирушив до Чигирина. В. Смолій та В. Степанков припускають, що цей відхід міг бути спровокований, в тому числі, тим, що до гетьмана надійшла інформація про появу в Чигирині паволоцького полковника Г. Гамалії, який міг претендувати на булаву.
Після повернення з походу на Волинь, Полісся та Галичину, в лютому-березні 1672 року П. Дорошенко віддав розпорядження полковникам розташувати союзників татар на постій у населених пунктах Правобережжя. Проте міщани і значна частина козаків Корсуня, Паволочі, Богуслава та інших міст, не бажаючи віддавати їх на поталу татарам, на початку березня відмовилися впускати тих на зимівлю. Коли ж у Паволочі й Корсуні старшина спробувала наполягти на виконанні гетьманського наказу, козаки збунтувалися. За інформацією джерел, під час заколоту було вбито корсунського полковника Кандибу (за іншими даними, Ганібила), корсунського писаря та паволоцького наказного полковника Гамалію (можливо, Галика, Гамека). Проте історія з корсунським бунтом є досить неясною, деякі події, переказані в джерелах, змішуються з іншим бунтом, який мав місце у квітні 1672 року в Умані, під час якого було вбито полковника Михайла Суличича та захоплено в полон полковника Кіндрата Жеребила. Ця інформація потребує додаткової перевірки, адже Г. Гамалія й надалі виконував свої функції.
10 (20) липня 1672 року П. Дорошенко відправив Універсал до Паволоцького полку, в якому сповіщав про перемогу над річпосполитськими та ханенківськими військами під Четвертинівкою, а також, повідомляючи про прибуття до нього (невдовзі після битви) хана Селіма Ґерая. Гетьман підкреслив: тепер «з самим королем про Церкви Божі, за вольності військові і за цілісність всієї України чинитиму розправу з ним…».
2 (12) вересня 1672 року з табору під Микулинцями Дорошенко видає Універсал до полків Паволоцького і Білоцерківського, сповіщаючи, що Ханенко вийшов з ляхами з України, а що він сам іде до Львова, що польська сторона хоче договорюватися про мир, і щоб вони були обережні, адже скоро орда буде повертатися до Криму.
Паволоцький полковник Григорій Гамалія писав 27 вересня (7 жовтня) 1672 року до архімандрита Ґізеля, що «фортеці брацлавські, ладижинські і могилівські, з Украйни у Польщу під присягою нашою й гетьмана наказного, пана Тарасовича Кіндрата, у цілісності і при здоров'ї всі випроваджені». Українську владу визнали й порубіжні міста Подільського та Волинського воєводств: Меджибіж, Синява, Любар, Костянтиновичі (Старокостянтинів), Полонне, Лабунь та інші «пану гетьману наказному відізвалися з поклоном. Тут же деякі і до мене приклоняються…». Частина селян і міщан, залишаючи домівки, почала переселятися на терени козацької України. Восени мешканці Полонного послали своїх представників до паволоцького полковника, запросили до міста залогу українського війська і присягнули Українській державі..
13 (23) грудня П. Дорошенко видав Універсал козацькій старшині Паволоцького та Білоцерківського полків прибути до Корсуня для відсічі нападу королівського війська. Перераховані мешканці містечок Антонова, Володарки, Торчиці, Лобачева, П'ятигорів.
У березні 1673 року Г. Гамалія з полковниками Іваном Канівцем та Вербицьким з полками перебували в Фастові та Трилісах і посилали роз'їзди під Київ для захоплення «язиків». Тоді ж гетьман Дорошенко запланував на кінець квітня виступити з усіма силами для захоплення Білої Церкви. Паволоцький полковник отримав наказ рухатися до цього міста для взяття його в облогу. Проте остання не була здійснена. 20 (30) березня в Паволочі генеральний осавул Шуліка Гнат прийняв присягу Дорошенку в полковника Яна Пиво-Запольського, Шуліка став наказним гетьманом. Козацький корпус (сердюцькі полки, Паволоцький і Білоцерківський полки) у березні підступив до Білої Церкви. Під містечком Насташкою стався бій, у якому Шуліка втратив свого хорунжого і багато козаків. На цьому наступ було припинено, адже інформація про наближення хана виявилася неточною, й гетьман змушений був відмовитися від задуму оволодіти польською твердинею, розташованою у серці Правобережної Гетьманщини.
Дорошенко був повідомлений про рух військ Ханенка і вислав проти нього на початку серпня 1673 р. чотири козацьких полки, які зібралися в Паволочі, на чолі з наказним гетьманом Яковом Лизогубом; разом з ними були й татари — «черемиси» — всього 15 000 війська. Ханенко був розбитий під Києвом 11 (21) вересня.

#### На посадігенерального осавулатанаказного гетьмана
Після цієї виправи, на межі 1673-1674 років Григорій Гамалія досягнув піку своєї кар'єри. Він обійняв посади генерального осавула та неодноразово призначався наказним гетьманом. На паволоцькому полковництві його замінив брат гетьмана Андрій Дорошенко.
У лютому Петро Дорошенко доручив семи правобережним полковникам «с главным над ними командиром Григорием Гамалеем» обороняти Корсунь від Самойловича і князя Григорія Ромодановського після того, як вони зайняли Черкаси й Канів. В середині лютого головні сили під проводом наказного гетьмана Г. Гамалії Дорошенко скупчив між Лисянкою й Корсунем.
Після поразки корпусу Г. Дорошенка під Лисянкою, в Корсуні почався заколот; і старшина, й козаки почали гукати, що треба піддатися цареві. Тоді вірні Дорошенкові люди: його брат Андрій, тесть П. Яненко-Хмельницький «с Гамалеенками» (Григорієм та Яковом і, можливо, Андрієм), вихопилися з Корсуня й втекли до Чигирина. В листі від 6 (16) березня І. Самойлович писав царю, що «и марта 4 дня в Переясловль… после ихъ убегу полковники, которые с ними были в Корсуни в зборе, се есть Корсунской, Брясловской, Калницкой, Подольськой и Поволоцкого полку с старшиною ажъ по самый Днестръ вашему царскому пресветлому величеству добив челом потому ж на верное и вечное подданство присягою в Лысенке утверждены остались до предыдущаго нашего ведома с ясаулом с товарищи стоят в Лысенке і в Корсуне..».
Петро Дорошенко зробив спробу відновити втрачені позиції. Після Великодня 1674 року він вирядив відділ своїх козаків і серденят під проводом наказного гетьмана Г. Гамалії та брата Андрія, додавши їм 2000 орди, щоб привертати деякі міста, що прийняли московське підданство. Орловець та Балаклію вдалося повернути, однак розвинути успіх дорошенківцям не вдалося. Під час битви під Смілою 19 (29) червня з лівобережними полками Р. Дмитрашка-Райчі дорошенківці зазнали поразки, в тому числі, через втечу татар. Андрій Дорошенко був поранений і разом з Гамаліями й Яненком, що були при ньому, відступив до Жаботина. Дмитрашко-Райча рушив з-під Сміли з своїм військом і з гарматами під Жаботин, але зазнав великих втрат і відступив до Сміли.
В липні 1674 року під час облоги московськими та лівобережними козацькими військами Чигирина П. Дорошенко посилав Григорія Гамалію до кримського хана за допомогою. Під час здійснення цього посольства Гамалія, вочевидь, залишався при турецько-кримському війську під час його походу під Ладижин. Після взяття міста, 10 (20) серпня Остап Гоголь і Григорій Гамалія, будучи «при войске турском», слали листи «по всем местам и местечкам, чтоб, оставив московского государя, поддавалися к турком».
Одразу ж по звільненню в кінці серпня з облоги Чигирина, гетьман Дорошенко призначив Григорія Гамалію наказним гетьманом і своїм уповноваженим при великому візиреві, звелівши, щоб він «з усіх сил умовляв султана турецького і великого візира про утримання й збереження життя людського». Г. Гамалія добросовісно поставився до такого доручення. Він розсилав Універсали до полковників, старшин і козаків, які раніше перейшли на бік Самойловича й Москви, закликаючи їх відмовлятися від спротиву й, щоб запобігти людським жертвам, визнавати підданство Мехмеду IV. Зберігся його Універсал від 15 (25) серпня до білоцерківського полковника Степана Бутенка, старшин, козаків, міщан і всього поспільства цього полку, в якому він «радив здраво, щоб всі сумніви і непотрібні думки відклавши в сторону, вчасно султановій величності відізвалися з усією доброзичливістю, і за свій злочин через висланих осіб своїх… добивали чолом султану й візиру: тому що з Брацлава, з Кальника і з інших міст, покаявшись у такий же вині і в злочині, люди не побачили ні найменшої образи; і це все за нашим проханням за них, донесеному до візира, пробачено і збережено при першій султановій милості». Надіславши список з Універсалу П. Дорошенка, яким той «вас у всьому прощає і відпускає всяке прогрішення», та навівши приклад Ладижина, що «стояв при впертості», наказний гетьман попереджав: «…вже то не побачите милосердя над собою, коли вже війська до вас прийдуть…».
Наступного року П. Дорошенко вживав енергійних заходів, щоб за допомогою татарських підрозділів поновити владу над втраченою територією та створити плацдарми на Лівобережжі. На початку другої декади лютого 1675 року серденята і татари з'явилися під Келебердою, де «багатьох християн до полону впіймали і немало шкоди вчинили». 2 (12) лютого «радник» гетьмана Григорій Гамалія з 2 тис. серденят і компанійцями тричі штурмував м. Бубнів, проте, зазнавши невдачі, змушений був відступити.
У березні гетьман посилає до султана Мехмеда IV посольство на чолі з генеральним писарем М. Вуяхевичем і полковником Г. Гамалією. Ті мали просити у султана допомоги для походу на Лівобережжя та підтвердження султаном гетьманських повноважень П. Дорошенка.

#### Конфлікт з Петром Дорошенком. Перехід на Лівобережжя
Досягнувши в кінці жовтня 1675 року порозуміння із Запорожжям та кошовим І. Сірком, П. Дорошенко звільнив усіх в'язнів «цієї і тієї сторони» Дніпра, а також польських полонених. Частина старшин і родичів гетьмана позитивно оцінювала такий політичний маневр, проте негативно сприйняли його союз із запорожцями та наміри боротися за владу в козацькій Україні ті старшини та козаки, котрі групувалися навколо колишнього полковника Г. Гамалії. Невдовзі після від'їзду І. Сірка на Січ між П. Дорошенком та Г. Гамалією стався гострий конфлікт, який, за свідченням останнього, переріс у сутичку. Розгніваний Г. Гамалія «залишив дружину і дітей, і все майно у Чигирині, а сам з молодшим братом Андрієм» утік до І. Самойловича.

### Під проводом гетьмана Івана Самойловича (1675—1687)
За словами Гамалії, серед полковників й інших старшин визріла проти гетьмана змова («таємна рада»). Вони ухвалили, «будь-яким способом захопивши П. Дорошенка, їм привезти на сю сторону до нього, гетьмана І. Самойловича». Г. Гамалія запевняв, що це має статися найближчим часом, бо «старшина тамтешня вся бажає у царської величності у підданстві бути». 27 грудня 1675 (6 січня 1676) року у своїй грамоті П. Дорошенку цар повідомляв, що полковник Гамалія і брат його присягнули царю та всі їхні «вины» були їм прощені.
Гетьман Самойлович, який ніколи не міг забути дорошенківського минулого Г. Гамалії, тримав його багато років у невиразному стані значного військового товариша, не призначаючи на жодну значну керівну посаду. Григорій Михайлович чекав свого часу, поселившись у Лохвиці та скуповуючи ґрунти навколо неї. Він був амністований царським урядом 1676 року.

#### Участь уКоломацькому перевороті
Гамалія брав участь у невдалому першому Кримському поході 1687 року. Військо, повернувшись з походу, стало табором над річкою Коломаком. Вигороджуючи реального керівника походу, фаворита регентки-царівни Софії Олексіївни, боярина і князя Василя Васильовича Голіцина, лівобережні старшини вчинили змову, щоб усю вину за невдачу походу покласти на Самойловича й домогтися усунення його від гетьманства. Серед них були: генеральний обозний Василь Борковський, генеральний суддя Михайло Вуєхович, генеральні писарі Прокопович і Василь Кочубей, і полковники: Костянтин Солонина, Яків Лизогуб, Григорій Гамалія, Дмитрашко-Райча і Степан Забіла.
Вони написали донос від 7 (17) липня 1687 року на свого гетьмана, в якому останнього двадцятьма трьома пунктами звинуватили у зраді. Натхненником змови і автором чолобитної історики небезпідставно вважають Івана Мазепу, який ціле десятиріччя (1676—1687) був довіреною особою гетьмана, добре знав його дії і таємні помисли. Князь Голіцин спішно відправив старшинську чолобитну до Москви для вирішення справи царським урядом. Після допиту у боярина Голіцина Самойлович заперечив усе, в чому його звинувачували, та почав виправдовуватися. Але тут на нього накинулися полковники Солонина, Дмитрашко-Райча, Гамалія. Зав'язалася гаряча суперечка, полковники так розлютилися, що ладні були побити гетьмана, але Голіцин не допустив їх до цього та наказав відвести звинуваченого. 23 липня (2 серпня) Самойлович був позбавлений гетьманства та заарештований разом із сином Яковом і деякими своїми прибічниками.

### Гетьманство Івана Мазепи

#### На уряді Лубенського полковника (1687—1688)
24 липня (3 серпня) 1687 року старшинською радою були прийняті рішення стосовно полковників. Московський генерал Патрік Гордон свідчив, що на раді були розподілені полковницькі та інші знатні посади поміж собою й ухвалено з усіх їх усунути креатури попереднього гетьмана. Рада затвердила лубенським полковником замість попереднього Максима Ілляшенка Григорія Гамалію. Наступного дня Гамалія підтримав обрання новим гетьманом Івана Мазепу.

#### Втрата посади полковника
Але антимосковські настрої Г. Гамалії, його традиційна прихильність до згоди з Османською імперією й Кримом, незалежна поведінка щодо молодого І. Мазепи, призвели до його відставки. Гамалія бере участь в опозиції старшини проти тодішньої політики Мазепи. Будучи мудрим політиком, у 1688 році Мазепа позбавив важливих посад своїх колишніх соратників і головних учасників змови проти І. Самойловича. Він розумів, що у разі потреби вони могли б організувати аналогічний заколот і проти нього. Московський уряд наказав позбавити Гамалію полковництва й навіть взяти «под караул». Його замінив на цій посаді Леонтій Свічка, котрий тримав пірнач до початку нового століття.

### Останні роки життя та смерть
Незабаром Мазепа помирився з Г. Гамалією та надав йому нові маєтності, зокрема 1689 року с. Бодакву з млинами на р. Сулі. Надалі останній мешкав у Лохвиці, де були сотниками його родичі, вів господарство, володів та керував багатьма маєтками. Виконував разові доручення гетьмана, супроводжував його в поїздці до Москви 1689 року як «значний військовий товариш старший». Цього ж року отримав Універсал на с. Коровинці Роменської сотні.
Путивльський воєвода М. Голенищев 1689 року повідомляв Малоросійський приказ про те, що кілька жителів Тернової Слободи Путивльського повіту відмовилися нести сторожову службу і переселилися в сусіднє українське село Хоружівка, що належало Г. Гамалії. Воєвода встановив, що Гамалія давно закликав до себе селян московських повітів, обіцяючи звільнити їх від виконання феодальних повинностей протягом 15 років. І решта чоловічого населення Тернової Слободи «полковые и городовые службы — все хотят идти за него ж Григория службу». Щоб не допустити цього, воєвода направив у слободу загін драгунів, але і він виявився неспроможним зупинити переселенців. Протягом року ще 40 селянських сімей відійшли на Лівобережну Україну і заснували слободу на р. Тернівці. Переселенці займалися сільським господарством, працювали на млинах Г. Гамалії. Воєвода запропонував урядові відібрати у останнього прикордонні з Московщиною землі й приєднати їх до Путивльського повіту. Проте, не бажаючи загострювати відносини з старшиною, царський уряд не погодився на це.
5 (15) березня 1690 року гетьман Мазепа, «респектуючи мы нагодние и значные здавна в Войску Запорозком пана Григория Гамалеи роненые прислуги» підтвердив володіння греблею на р. Сулі, а також с. Хрулі. В кінці вересня цього ж року отримав царську підтверджувальну грамоту на села Хоружівку та Бодакву з млинами на р. Сулі; в 1696 році придбав у Лохвиці греблю Святецьку на річці Сулиці у вдови Заславця.
16 (26) грудня 1694 року написав заповіт, відписавши всі маєтки дружині Марії Василівні. Помер у липні 1702 року в Лохвиці бездітним і похований біля місцевої церкви Різдва Богородиці.
Його дружина 6 (16) серпня 1702 р. подарувала Святецьку греблю в Лохвиці Мгарському Лубенському монастирю, частину маєтностей чоловіка заповіла 11 (21) грудня 1710 р. Михайлівському Золотоверхому монастиреві в Києві та Мгарському Спасо-Преображенському монастиреві у Лубнах.

## Вшанування пам'яті
У листопаді 2012 року у центральному парку Лохвиці О. Панченком поблизу місця, де колись знаходилась церква, а пізніше — Собор Різдва Пресвятої Богородиці, та коло місця поховання Григорія Гамалія встановлено пам'ятний козацький хрест.
У місті Кременчук проїзд Ярославський перейменували на проїзд Григорія Гамалії.